# Listă de actori uruguayeni

Aceasta este o listă de actori uruguayeni.
Cuprins: Început - 0–9 A B C D E F G H I J K L M N O P Q R S T U V W X Y Z

## A
- Gabriela Acher
- Marta Albertini
- Anita Almada
- Julia Amoretti
- Santiago Arrieta

## B
- Rosita Baffico
- Esther Boggini
- Roxana Blanco
- Jorge Bolani
- Fernando Borel
- Rosa Bozán
- Paquito Busto

## C
- María Carámbula
- Eunice Castro
- Florencia Colucci
- Baby Correa
- Villanueva Cosse
- César Troncoso

## D
- Maximiliano de la Cruz
- Diego Delgrossi
- Mary da Cuña
- María Esther Duckse
- Adriana Ducret

## E
- Jorge Echagüe
- Carlos Enríquez (actor)
- Ricardo Espalter

## F

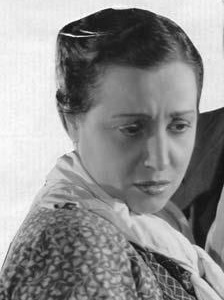
Isabel Figlioli

- Mónica Farro
- Mario Faig
- Isabel Figlioli
- Roberto Fugazot

## G
- Ruben García (actor)
- María Noel Genovese
- Pedro Gialdroni
- Adela Gleijer
- Santiago Gómez Cou
- Trinidad Guevara
- Héctor Guido

## H
- Daniel Hendler
- George Hilton

## K
- Fernando Kliche
- Walter Kliche

## M

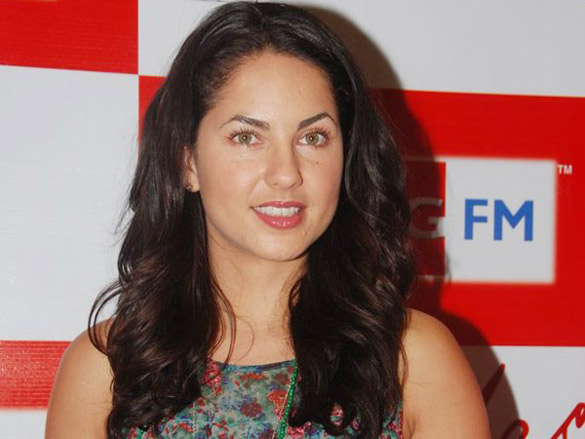
Barbara Mori

- Juan Carlos Mareco
- Domingo Márquez
- Laura Martínez
- Miguel Ángel Manzi
- Elli Medeiros
- María Mendive
- Leticia Moreira
- Barbara Mori
- Carlos Muñoz (actor)
- Alicia Muñiz
- Margarita Musto

## O
- Natalia Oreiro

## P
- Jesús Pampín
- Mirella Pascual
- Gustaf van Perinostein
- Antonio Podestá
- Celia Podestá
- Segundo Pomar

## R

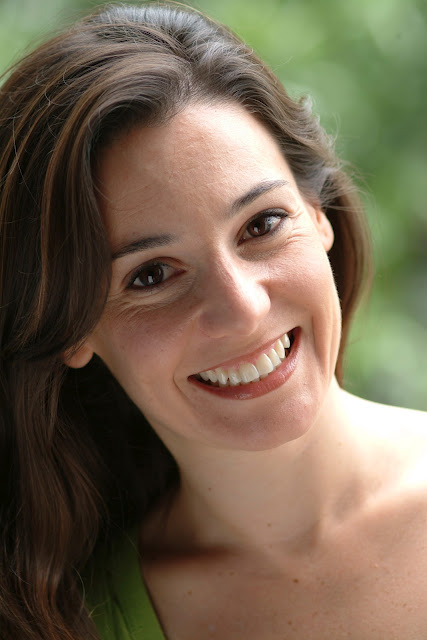
Magela Zanotta

- Mirtha Reid
- Leal Rey
- Walter Reyno
- Orfilia Rico
- Graciela Rodríguez

## S
- Atilio Supparo

## T
- Jorge Temponi
- Mirtha Torres
- Henny Trayles

## U
- Jael Unger

## V
- Federico Veiroj
- Helen Velando
- Alberto Vila

## Z

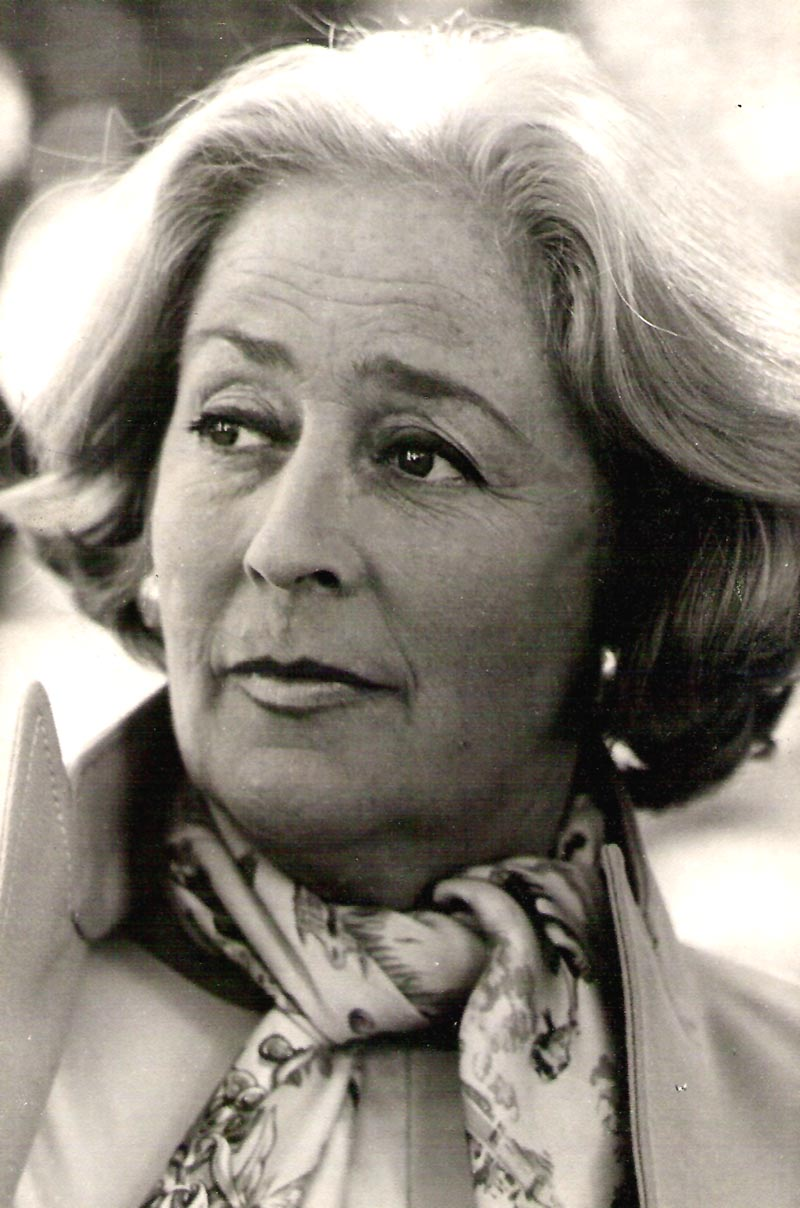
China Zorrilla

- Magela Zanotta
- Fabio Zerpa
- China Zorrilla
- Elena Zuasti

## Vezi și
- Listă de regizori uruguayeni